# Telti
Telti (gal·lurès Telti) és un municipi italià, dins de la província de Sàsser. L'any 2007 tenia 2.072 habitants. Es troba a la regió de Gal·lura. Limita amb els municipis de Calangianus, Monti, Olbia i Sant'Antonio di Gallura.

## Administració
| Període | Identitat    | Partit        |
| ------- | ------------ | ------------- |
| 2005-   | Matteo Sanna | Llista Cívica |